# Nino Sella
Nino Sella, all'anagrafe Antonio Sella (Caresana, 14 ottobre 1909 – Vercelli, 20 agosto 1994), è stato un ciclista su strada italiano, professionista dal 1933 al 1936.

## Carriera
Passato professionista nel 1933 con l'Olympia, dopo una discreta carriera da dilettante che lo vide anche secondo nel campionato italiano del 1932, ottenne subito buone prestazioni piazzandosi quattordicesimo nel Giro d'Italia di quello stesso anno, mentre fu secondo nella Milano-Modena dietro Bernardo Rogora.
Il 1934 fu l'anno dell'esplosione, con il secondo posto nel Giro di Romagna e il terzo nel Giro delle Due Provincie di Prato. Ottenne alcune vittorie in corse in linea minori italiane e fu secondo nella tappa di Roma al Giro d'Italia dietro Learco Guerra. Tuttavia fu alla Volta Ciclista a Catalunya 1934 che dimostrò il suo talento: nelle dieci tappe che componevano la corsa, ottenne due vittorie, un secondo posto e quattro terzi posti, giungendo terzo nella classifica generale finale vinta da Bernardo Rogora.

## Palmarès
- 1930 (dilettanti)

Gran Coppa Vallestrona
- 1931 (dilettanti)

Coppa Remmert
- 1932 (dilettanti)

Coppa Giachetti
Coppa Città di Cuorgnè
1934
Coppa Moto Guzzi - Giro del Lario
6ª tappa Volta Ciclista a Catalunya
7ª tappa Volta Ciclista a Catalunya
Coppa Valle del Metauro
Milano-San Pellegrino

## Piazzamenti

### Grandi Giri
- Giro d'Italia

1933: 14º
1934: 24º

### Classiche monumento
- Giro di Lombardia

1933: 4º